# NGC 4788
NGC 4788 је спирална галаксија у сазвежђу Береникина коса која се налази на NGC листи објеката дубоког неба.
Деклинација објекта је + 27° 18' 11" а ректасцензија 12h 54m 16,2s. Привидна величина (магнитуда) објекта NGC 4788 износи 14,5 а фотографска магнитуда 15,4. NGC 4788 је још познат и под ознакама MCG 5-30-123, CGCG 160-7, CGCG 159-112, PGC 43874.